# Callitriche platycarpa
Callitriche platycarpa — вид квіткових рослин з родини подорожникових (Plantaginaceae). Ареал: Бельгія, Чехія, Данія, Франція, Німеччина, Ірландія, Італія, Люксембург, Нідерланди, Польща, Швейцарія, Велика Британія.

## Середовище
Зазвичай зустрічається в низинних канавах, каналах, струмках, ставках і річкових затонах з рН 6-9 і на максимальній висоті 520 м над рівнем моря.

## Біоморфологічний опис
Це трав'янисті багаторічні рослини зі стеблами до 120 см завдовжки, зазвичай рясно розгалужені, часто досить міцні, утворюють на поверхні плавучі листові розетки; наземні форми з укороченим повзучим стеблом, що вкорінюються у вузлах. Стебло і листя з дуже тонкими волосками, що складаються з (5)7–10(13) клітин. Листки найчастіше темно-зелені (трав'янисто), різної форми, від вузьколінійних до широколанцетних, 1–5(7)жилкуваті, (2)3,5–30(36) мм завдовжки, (0,4)0,6–6,8(9,0) мм завширшки; плавуча розетка (6)7–15(17) листків. Квітки голі, одностатеві, в пазухах розеткових листків, що виступають над поверхнею, з помітними стійкими плівчастими приквітками, чоловічі та жіночі квітки у вузлах розташовані по-різному. Пилок жовтий або насичено-жовтий, рідше блідо-жовтий, пилкові зерна широкоеліпсоподібні або округло-трикутні. Плодолистки в зрілому стані коричневі або сіро-бурі, в обрисі ± округлі, рідше широкоеліптичні.

## Загрози й охорона
Для цього виду немає великих загроз. Жодних заходів щодо збереження цього виду не вжито.